# ناوشکن کلاس آدلیو
ناوشکن کلاس آدلیو (به انگلیسی: Udaloy-class destroyer) یک کلاس از کشتی است که طول آن 163 m می‌باشد.